# 仙道さおり
仙道 さおり（せんどう さおり、1975年 - ）は日本のパーカッショニスト。父は作曲家の仙道作三。

## 人物
日本を代表する女性パーカッショニスト。自身のユニットでの活動のほか、様々なジャンルのアーティストのレコーディングやライブに参加。葉加瀬太郎のツアー・メンバーにその名を連ねるなど、第一線で活躍している。
音楽を始めたきっかけは父親。オペラや歌曲などのクラシック・ギターを教えていた父親は娘にもやらせようと思ったが、手が小さかったのでギターには向かなかった。そのため猪俣猛のドラム・スクールに通うことになった。その父親と猪俣の影響で、幼い頃から現代音楽やジャズに親しむ。
高校は音楽高校に進学して音楽理論を学ぶ。卒業後、一旦クラシックから離れて色んなジャンルの音楽を聴いてみようと思い、アフリカ・キューバ・ブラジルなど世界の音楽を聴くようになる。そこでコンガの音を聴いてパーカッションをやろうと決め、伊達弦にコンガを習い始める。また同じ時期にドラマーの吉田和雄に出会い、ブラジル音楽を教わる。

## 来歴
5歳よりドラム、13歳よりクラシックパーカッションを学ぶ。
東京音楽大学付属高等学校を卒業後、コンガ、カホンなどラテンパーカッションを学ぶ。
19歳よりプロ活動を始め、数多くのアーティストと共演、レコーディングにも参加している。

## 参加ユニット
MISTURADA（ミストラーダ）
吉田和雄率いるインスト・ブラジリアン・バンド。メンバーは吉田和雄（ドラムス・プロデュース）、城戸夕果（フルート）、上西智子（フルート）、堤智恵子（アルトサックス）、二村希一（ピアノ）、林正樹（ピアノ）、ルイ・マルセル・パウエル（ギター）、大森輝作（ベース）、ピーター・セントレジャー（ピアノ・編曲）、仙道さおり（パーカッション）。
VOYAGE（ヴォヤージュ）
カシオペアのリーダー、野呂一生（ギター）、元ザ・スクエアの和泉宏隆（キーボード）とのインストゥルメンタル・トリオ。
Thprim（スプライム）
篠田元一（ピアノ、キーボード）、水野正敏（ベース）とのインストゥルメンタル・トリオ。
音あそび
長澤紀仁（ギター）、matsumonica（ハーモニカ）とのインストゥルメンタル・トリオ。
アルカイック
林正樹（ピアノ）とのデュオ。
clepsydra（クリプシドラ）
井上淑彦率いるバンド。メンバーは井上淑彦（サックス）、佐藤芳明（アコーディオン）、林正樹（ピアノ）、仙道さおり（パーカッション）。

## 主な共演者
- 大野雄二
- 小沼ようすけ
- 国府弘子
- coba
- 高嶋ちさ子
- 東儀秀樹
- 葉加瀬太郎
- 長谷川きよし
- 古澤巌
- 向井滋春
- 村田陽一
- 渡辺貞夫

## ディスコグラフィー
|     | 発売日        | タイトル            | 規格   | 規格品番   | レーベル            | 備考                        |
| --- | ------------- | ------------------- | ------ | ---------- | ------------------- | --------------------------- |
| 1st | 1999年4月21日 | Mosaico（モザイク） | CD     | RCIP-0014  | Rip Curl Recordings |                             |
| 2nd | 2001年4月28日 | Fresco（フレスコ）  | CD     | RCIP-0037  | Rip Curl Recordings |                             |
| 3rd | 2017年9月13日 | Saoli’s Recipe      | CD+DVD | HUCD-10251 | HATS UNLIMITED      | 打楽器カホンの教則DVD付き。 |

### その他の名義

#### ミストラーダ
|     | 発売日         | タイトル                                                | 規格 | 規格品番  | レーベル       | 備考 |
| --- | -------------- | ------------------------------------------------------- | ---- | --------- | -------------- | ---- |
| 1st | 2001年6月28日  | muito B.E.M. (muito Baden,Edu,Milton)（ムイント・ベン） | CD   | CSNT-0002 | Casnet         |      |
| 2nd | 2002年11月8日  | Batida Nova（バチーダ・ノーヴァ）                       | CD   | CSNT-0004 | Casnet         |      |
| 3rd | 2003年10月22日 | brajazzil（ブラジャジル）                               | CD   | RKCY-2700 | Roving Spirits |      |

#### ヴォヤージュ
|     | 発売日         | タイトル | 規格 | 規格品番  | レーベル   | 備考 |
| --- | -------------- | -------- | ---- | --------- | ---------- | ---- |
| 1st | 2005年11月23日 | Purely   | CD   | GNCL-1046 | ジェネオン |      |

#### スプライム
|     | 発売日         | タイトル                | 規格 | 規格品番    | レーベル                 | 備考 |
| --- | -------------- | ----------------------- | ---- | ----------- | ------------------------ | ---- |
| 1st | 2006年10月7日  | THPRIM（スプライム）    | CD   | VGDBRZ-0023 | VEGA Music Entertainment |      |
| 2nd | 2007年11月23日 | Novelette（ノベレッテ） | CD   | VGDBRZ-0032 | VEGA Music Entertainment |      |

#### 音あそび
|      | 発売日         | タイトル             | 規格 | 規格品番  | レーベル                   | 備考 |
| ---- | -------------- | -------------------- | ---- | --------- | -------------------------- | ---- |
| 1st  | 2007年8月15日  | OTOASOBI（音あそび） | CD   | CSNT-8002 | Casnet                     |      |
| 映像 | 2011年10月19日 | LIVE LAB. 音あそび   | DVD  | ATLB-611  | アトス・インターナショナル |      |

#### アルカイック
|     | 発売日        | タイトル              | 規格 | 規格品番  | レーベル | 備考 |
| --- | ------------- | --------------------- | ---- | --------- | -------- | ---- |
| 1st | 2010年2月24日 | pega-pega（ペガペガ） | CD   | CSNT-9006 | Casnet   |      |

#### クリプシドラ
|     | 発売日        | タイトル                 | 規格 | 規格品番  | レーベル | 備考 |
| --- | ------------- | ------------------------ | ---- | --------- | -------- | ---- |
| 1st | 2011年5月11日 | un jour -アン・ジュール- | CD   | CSNT-8006 | Casnet   |      |

## 教則ビデオ
| 発売日        | タイトル                                               | 規格 | 規格品番 | レーベル                   |
| ------------- | ------------------------------------------------------ | ---- | -------- | -------------------------- |
| 2007年5月25日 | 大人の楽器生活 カホン、ジャンベの嗜み                  | DVD  | ATDV-135 | アトス・インターナショナル |
| 2008年3月18日 | 仙道さおり 直伝 極楽パーカッション〜音あそびのススメ〜 | DVD  | ATDV-153 | アトス・インターナショナル |

## 著書
- 『仙道さおりのリズム図鑑』（アトス・インターナショナル、2011年12月） -  ISBN 978-4904741726